# The Cappatilize Project
The Cappatilize Project è il quarto album in studio da solista del rapper statunitense Cappadonna (Wu-Tang Clan), pubblicato nel 2008.

## Tracce
1. Cap's Back Again
2. The Anointing
3. Don't Turn Around (feat. Q-Dini)
4. Peace God (feat. Born Divine)
5. Get Paper (feat. Lounge Lo)
6. If You Don't Stop (feat. Born Divine)
7. One Night Love Affair
8. Growth and Development (feat. Hue Hefna & Lahluga)
9. Dream
10. Gotta Find a Way (feat. Born Divine & MPM)
11. Wanted (feat. KMC)
12. Goon Skwad
13. Tug Dat Rope
14. My Gang (feat. Born Divine & The Better Lifers)
15. Holdin' (feat. Lounge Lo)